# مسرحية الحصار
الحصار هي مسرحية فلسطينية من اعداد وتطوير مسرح الحرية. تروي قصة حصار كنيسة المهد في بيت لحم عام 2002.

## جولة المملكة المتحدة
في شهر مايو عام 2015، شرع مسرح الحرية في اطلاق أول جولة له على الإطلاق في المملكة المتحدة. كانت مسرحية الحصار أكبر عمل مسرحي متجول يتم تقديمه في بريطانيا من قبل مسرح فلسطيني.
تم تنظيم جولة المملكة المتحدة من قبل أصدقاء مسرح الحرية البريطانيين، وهي شبكة تضم أكثر من 300 شخص في بريطانيا يشاركون في نشاطات المسرح. تم دعم مسرحية الحصار وجولتها في المملكة المتحدة من قبل اللإتحاد الأوروبي والمجلس الثقافي البريطاني ومؤسسة خطوات ما بعد الثقافية الأوروبية ومجلس الفنون بإنجلترا ومؤسسة روديك. بالإضافة إلى داعمين آخرين مثل الكاتب المسرحي هوارد برينتون، والمخرج السينمائي كين لوش.
أثار تمويل مجلس الفنون في إنجلترا غضب المجتمع اليهودي المحلي. كما التحقت الممثلة اليهودية مورين ليبمان بمجموعات مؤيدة لإسرائيل بما في ذلك الاتحاد الصهيوني في احتجاج خارج العرض الأول لمسرحية الحصار في لندن في مركز باترسي للفنون .

## روابط خارجية
- مسرح الحرية - الحصار